# Domingo de Zamora
Domingo fou un religiós asturlleonés, que fou bisbe de Zamora aproximadament entre els anys 959 i 968.
Es tenen poques dades sobre l'existència i el mandat d'aquest bisbe. El seu nom i dignitat apareix en les escriptures del monestir de Sahagún datades de l'any 960 i 961, on subscriu com a confirmant amb la nomenclatura «Domingo Obispo de Zamora», juntament amb altres bisbes. Segons Fulgosio, apareix després de Dulcidio l'any 959, però la darrera dada que es dona d'aquest bisbe és vers el 950 o el 952, quelcom que deixaria una seu vacant a Zamora d'almenys set anys.
Enrique Flórez diu que fra Manuel da Rocha, en la seva obra anomenada Portugal reanscido, esmenta una donació d'Inderquina al monestir de Coïmbra, en la qual apareix, entre d'altres, un bisbe anomenat Domingo de Zamora amb la fórmula «In Xpi potentia Dnicus [Domenicus] Epi [Episcopus] Zamorense Sedis of.», corresponent a l'any 961. D'altra banda, diu que possiblement va viure fins a l'any 968, segons una escriptura d'aquell any en la que apareix com a confirmant.